# Crocallis gaigeri
Crocallis gaigeri là một loài bướm đêm trong họ Geometridae.